# Matthias von Fuchs
Matthias Fuchs, ab 1768 von Fuchs (* 17. Januar 1737 in Frankfurt am Main; † 25. Januar 1799 in Hanau) war Generalmajor in der Hessen-kasselschen Armee und Kommandant der Festung Hanau.

## Leben
Matthias von Fuchs wurde als Sohn des Frankfurter Kaufmanns Johannes Fuchs (1700–1746) und dessen Ehefrau Maria Jakoba Jordis (1715–1763) geboren. Sein Bruder Johann Georg (1738–1800) war Kaufmann und Finanzrat, Paul Christian (1743–1794) Bankier und Geheimer Legationsrat.
Matthias entschied sich für eine militärische Laufbahn, trat in die Hessen-kasselsche Armee ein und wurde am 7. August 1768 in Wien als Hauptmann in den Adelsstand erhoben.
1781 war er Oberstlieutenant im Erbprinzen-Regiment.
Der Soldatenhandel unter Landgraf Friedrich II. von Hessen-Kassel mit Großbritannien brachte von Fuchs den Einsatz des Erbprinzen-Regiments im amerikanischen Unabhängigkeitskrieg. Während der Schlacht bei Yorktown war seine Einheit Teil der Britischen Armee (Cornwallis) mit einer Gesamtstärke von 8.500 Soldaten.
Nach der Kapitulation der Truppen kehrte er nach Deutschland zurück und wurde Kommandant der Festung Hanau.
Er wurde als Generalmajor in den Ruhestand verabschiedet und lebte zuletzt bei Hof in Wilhelmsbad.

## Ehrungen und Auszeichnungen
- 9. Dezember 1792 Ritter des Ordens Pour la vertu militaire